# Matija Horvat (Fußballspieler)
Matija Horvat (* 7. Mai 1999 in Čakovec) ist ein kroatischer Fußballspieler.

## Karriere
Horvat begann seine Karriere beim DSV Leoben. 2013 wechselte er zur Kapfenberger SV. Im März 2016 debütierte er gegen den SV Anger für die Amateure der Kapfenberger, als er am 16. Spieltag der Saison 2015/16 in der Startelf stand.
Bereits im Juli 2016 debütierte er für die Profis, als er im Cupspiel gegen die SVg Purgstall in der 77. Minute für Patrick Schagerl eingewechselt wurde. Im Mai 2017 stand er schließlich auch erstmals in der Liga im Kader.
Sein Debüt in der zweiten Liga gab er im Dezember 2017, als er am 20. Spieltag der Saison 2017/18 gegen den FC Wacker Innsbruck in der 73. Minute für Lucas Rangel ins Spiel gebracht wurde. Für Kapfenberg kam er insgesamt zu 65 Einsätzen, in denen er ein Tor erzielte. Nach dem Wechsel David Sencars in den Trainerstab der Steirer war er ab Juni 2020 Kapitän der Falken.
Im Januar 2021 wechselte Horvat zum Bundesligisten TSV Hartberg, bei dem er einen bis Juni 2022 laufenden Vertrag erhielt. Insgesamt kam er zu 66 Einsätzen in der Bundesliga. Nach der Saison 2022/23 verließ er die Steirer und wechselte zum Zweitligisten DSV Leoben, bei dem er einst seine Karriere begonnen hatte. Für Leoben absolvierte er 28 Zweitligapartien, den Steirern wurde aber nach der Saison 2023/24 die Zulassung entzogen.
Zur Saison 2024/25 wechselte Horvat daraufhin zum Zweitligisten Admira Wacker.